# Henry Browne, V visconte Montagu
Henry Browne 5º Visconte Montagu (Walsingham, 1642 – Epsom, 25 giugno 1717) è stato un nobile inglese che ricoprì il titolo di Visconte Montagu dal 1708 fino alla sua morte.

## Biografia
Henry Browne nacque nel 1642 a Walsingham, nel Norfolk, Inghilterra. Figlio di Francis Browne, III visconte di Montagu,eredita il titolo alla morte del fratello maggiore, Francis Browne, nel 1708.
Il 28 marzo 1676 sposò Barbara Walsingham a Little Chesterford, nell’Essex. Dal matrimonio nacquero almeno 15 figli: 2 maschi e 13 femmine. Tra questi, il primogenito Anthony Browne gli succedette come VI visconte Montagu.
Henry Browne morì il 25 giugno 1717 a Epsom, nel Surrey, all’età di 75 anni. Fu sepolto a Stepney, Middlesex.